# Monumento natural (Andalucía)
Desde el punto de vista legal, los Monumentos Naturales de Andalucía son una categoría de espacios naturales protegidos regulados en esta comunidad autónoma de España. 
La ley estatal española (Ley 4/1989, de 27 de marzo, de Conservación de los Espacios Naturales y de la Flora y Fauna Silvestres) y el Decreto de la Junta de Andalucía (Decreto 225/1999 de 9 de noviembre, de regulación y desarrollo de la figura de Monumento Natural de Andalucía) califican los monumentos naturales como elementos de la naturaleza constituidos básicamente por formaciones de notoria singularidad, rareza o belleza, que merecen ser objeto de una protección especial en esta comunidad autónoma y las formaciones geológicas, los yacimientos paleontológicos y demás elementos de la gea que reúnan un interés especial por la singularidad o importancia de sus valores científicos, ecoculturales o paisajísticos.

## Clases
Los Monumentos Naturales, de acuerdo con el criterio dominante que motive su declaración, se clasifican en:
- De carácter geológico: son aquellos elementos o espacios cuya singularidad, valoración social, reconocimiento o interés predominante provenga de elementos o características ligados a la gea, como yacimientos paleontológicos, simas y otras cavidades, formaciones geológicas o hitos geomorfológicos.
- De carácter biótico: son aquellos elementos, poblaciones, comunidades o espacios cuya singularidad, valoración social, reconocimiento o interés más patente provenga de sus características biológicas, como árboles centenarios, históricos o monumentales, colonias de aves o zonas de refugio de determinadas especies.
- De carácter geográfico: son aquellos espacios o elementos, cuya singularidad, valoración social, reconocimiento, o interés predominante provenga de su posición preeminente, valor histórico-geográfico o valor como hito geográfico para la comunidad andaluza, como miradores, accidentes geográficos o puntos de especial significación geográfica.

## Criterios caracterizadores
Puede ser declarado Monumento Natural cualquier espacio o elemento ligado al medio natural, siempre que cumpla los siguientes criterios:
1. Tener límites espaciales nítidos.
2. Ser internamente homogéneo.
3. Tener una superficie inferior a diez hectáreas, aunque excepcionalmente y con la debida justificación podrá ser superior.
4. Tener un estado de conservación aceptable, aunque el entorno esté alterado.
5. Tener un importante valor didáctico y cultural.

## Procedimiento de catalogación y declaración
La declaración de Monumento Natural se realizará por el Consejo de Gobierno de la Junta de Andalucía. La declaración supondrá su catalogación e incorporación al Registro Andaluz de Monumentos Naturales y a la Red de Espacios Naturales Protegidos de Andalucía.

## Protección
De acuerdo con la Ley, queda prohibido todo acto de menoscabo, deterioro o desfiguración de los Monumentos Naturales. La declaración de un Monumento Natural conllevará:
- La declaración de utilidad pública a efectos de expropiaciones de los bienes y derechos afectados.[2]
- Servidumbres forzosas de instalación de las señales que los identifiquen.
- Derechos de tanteo y retracto a favor de la Administración de la Junta de Andalucía.
- La delimitación de una zona de protección exterior, continua y periférica, de extensión variable, con la finalidad de prevenir y, en su caso, corregir cuantos impactos repercutan negativamente en los Monumentos Naturales, así como promover los usos del suelo compatibles con su conservación.

Las actividades tradicionales que se realicen en los Monumentos Naturales podrán continuar ejerciéndose en los términos que se especifiquen en el Decreto de declaración, siempre y cuando no pongan en peligro los valores que justifican su protección.

## Monumentos Naturales declarados

### Provincia de Almería

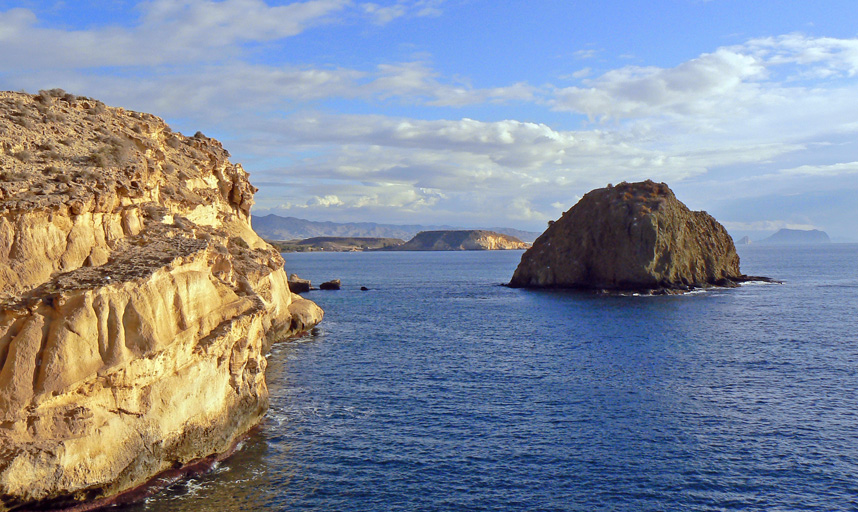
Isla Negra.

| Almería                                      | Almería                  | Almería   | Almería                 | Almería |
| Nombre                                       | Municipio                | Extensión | Fecha de declaración    |         |
| -------------------------------------------- | ------------------------ | --------- | ----------------------- | ------- |
| Arrecife Barrera de Posidonia                | Roquetas de Mar          | 108 ha    | 2 de octubre de 2001    |         |
| Isla de Terreros e Isla Negra                | Pulpí                    | 1 ha      | 2 de octubre de 2001    |         |
| Piedra Lobera                                | Lúcar                    | 207 ha    | 2 de octubre de 2001    |         |
| Isla de San Andrés                           | Carboneras               | 7 ha      | 9 de septiembre de 2003 |         |
| Sabina Albar                                 | Chirivel                 | 0,2 ha    | 9 de septiembre de 2003 |         |
| Cueva de Ambrosio                            | Vélez-Blanco             | 11 ha     | 23 de febrero de 2010   |         |
| Peñón de Bernal                              | Vícar, Dalías y El Ejido | 89,88 ha  | 23 de abril de 2019     |         |
| Canales de Padules                           | Padules                  | 9,63 ha   | 23 de abril de 2019     |         |
| Encina de la Peana                           | Serón                    | 0,783 ha  | 23 de abril de 2019     |         |
| Encina del Marchal del Abogado               | Serón                    | 0,783 ha  | 23 de abril de 2019     |         |
| Geoda de Pulpí y Mina Rica del Pilar Jaravía | Pulpí                    | 9,91 ha   | 15 de febrero de 2022   |         |

### Provincia de Cádiz

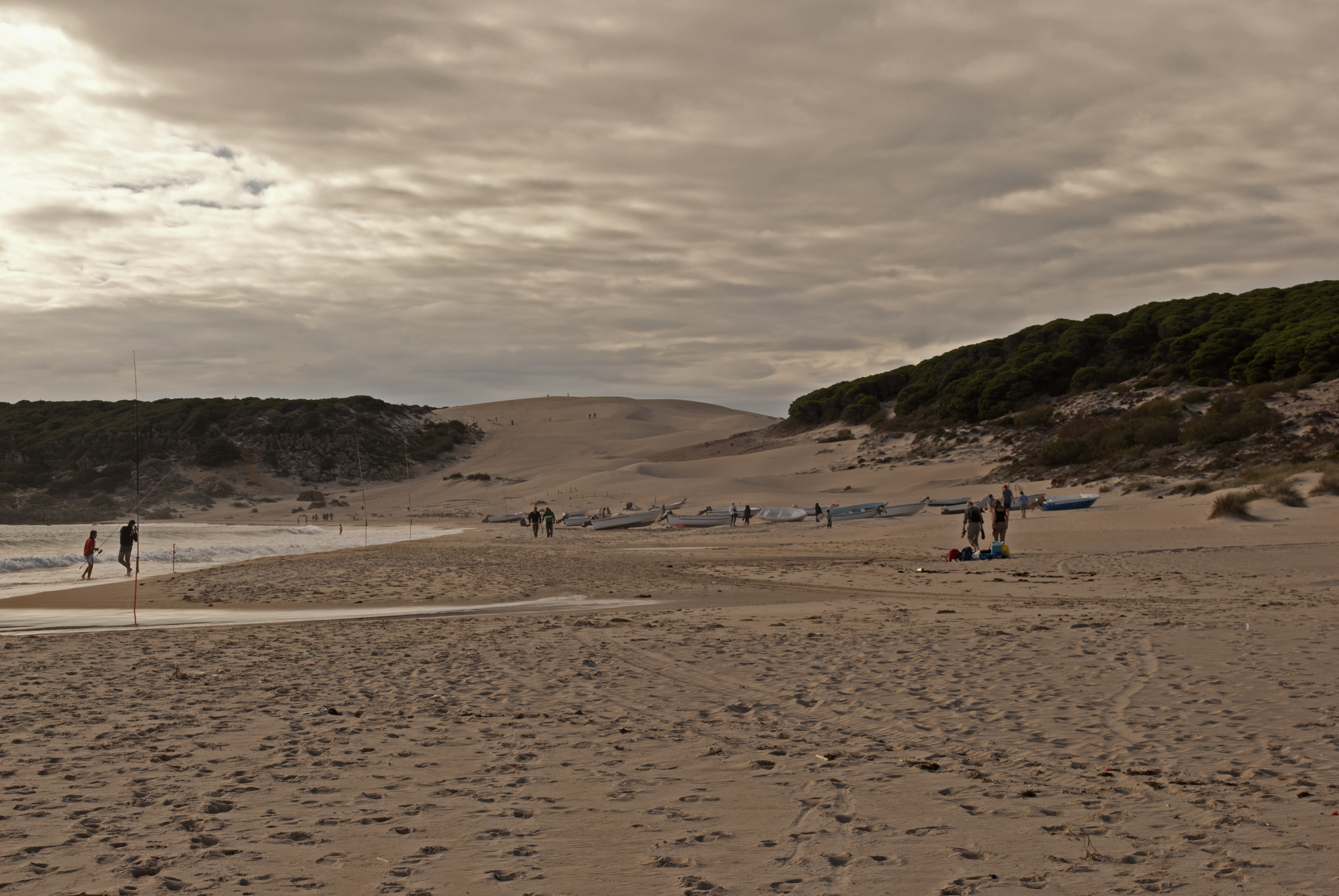
Duna de Bolonia.

| Cádiz                | Cádiz                | Cádiz     | Cádiz                   | Cádiz |
| Nombre               | Municipio            | Extensión | Fecha de declaración    |       |
| -------------------- | -------------------- | --------- | ----------------------- | ----- |
| Corrales de Rota     | Rota                 | 110 ha    | 2 de octubre de 2001    |       |
| Duna de Bolonia      | Tarifa               | 13 ha     | 2 de octubre de 2001    |       |
| Tómbolo de Trafalgar | Barbate              | 24 ha     | 2 de octubre de 2001    |       |
| Punta del Boquerón   | San Fernando         | 74 ha     | 9 de septiembre de 2003 |       |
| Peña de Arcos        | Arcos de la Frontera | 10 ha     | 30 de diciembre de 2011 |       |

### Provincia de Córdoba

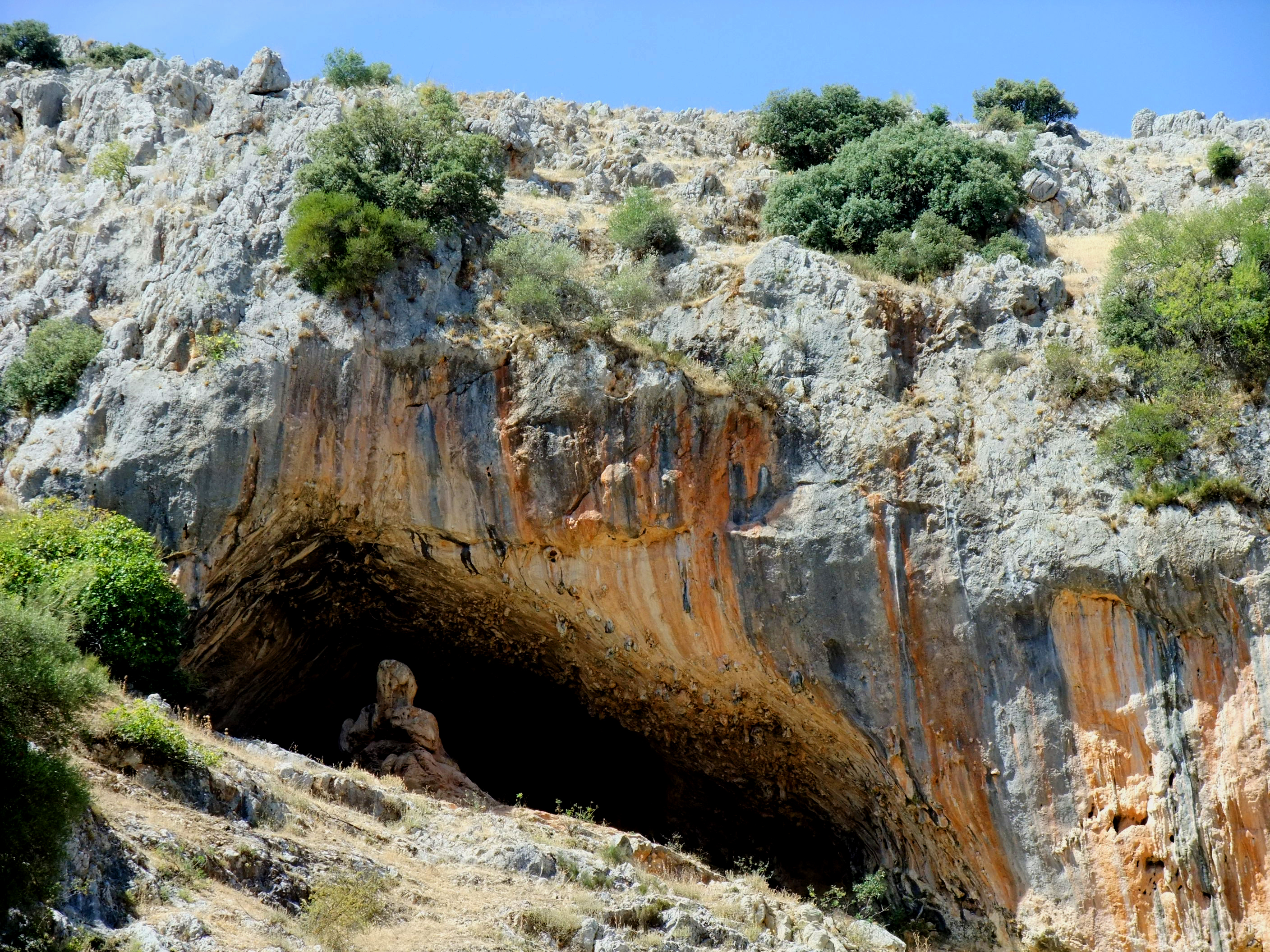
Cueva de los Murciélagos.

| Córdoba                  | Córdoba   | Córdoba   | Córdoba                 | Córdoba |
| Nombre                   | Municipio | Extensión | Fecha de declaración    |         |
| ------------------------ | --------- | --------- | ----------------------- | ------- |
| Cueva de los Murciélagos | Zuheros   | 32 ha     | 2 de octubre de 2001    |         |
| Sotos de la Albolafia    | Córdoba   | 21 ha     | 2 de octubre de 2001    |         |
| Meandro de Montoro       | Montoro   | 99 ha     | 30 de diciembre de 2011 |         |

### Provincia de Granada

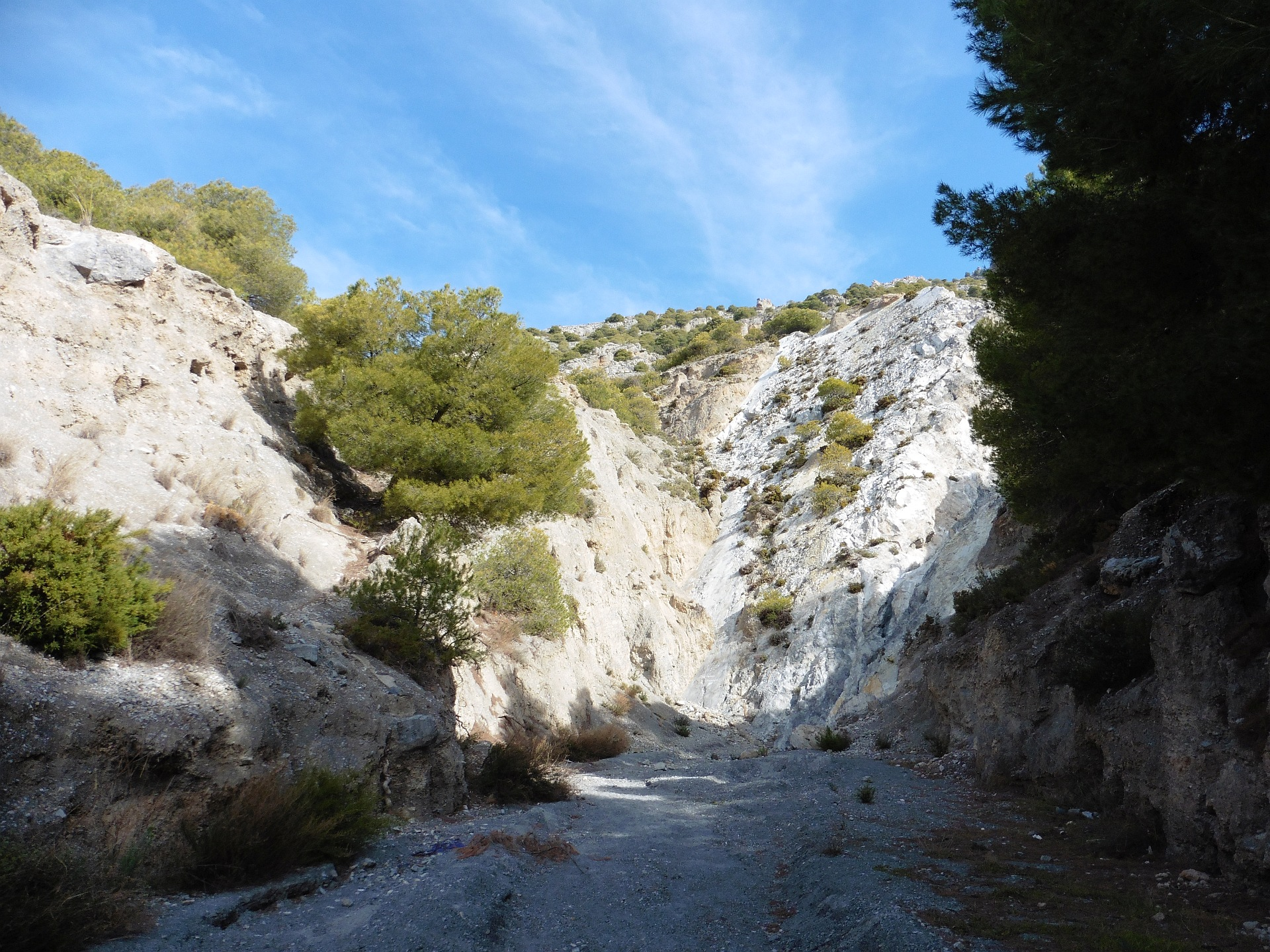
Falla de Nigüelas.

| Granada                  | Granada           | Granada   | Granada                 | Granada |
| Nombre                   | Municipio         | Extensión | Fecha de Declaración    |         |
| ------------------------ | ----------------- | --------- | ----------------------- | ------- |
| Cueva de las Ventanas    | Píñar             | 27 ha     | 2 de octubre de 2001    |         |
| Falla de Nigüelas        | Nigüelas          | 7 ha      | 2 de octubre de 2001    |         |
| Peña de Castril          | Castril           | 0,3 ha    | 2 de octubre de 2001    |         |
| Peñones de San Cristóbal | Almuñécar         | 2 ha      | 2 de octubre de 2001    |         |
| Infiernos de Loja        | Loja              | 2 ha      | 9 de septiembre de 2003 |         |
| Cárcavas de Marchal      | Marchal           | 5 ha      | 9 de septiembre de 2003 |         |
| Tajos de Alhama          | Alhama de Granada | 25 ha     | 30 de diciembre de 2011 |         |
| Nacimiento de Riofrío    | Loja              | 1,89 ha   | 23 de abril de 2019     |         |

### Provincia de Huelva
| Huelva                                 | Huelva                | Huelva    | Huelva                  | Huelva |
| Nombre                                 | Municipio             | Extensión | Fecha de declaración    |        |
| -------------------------------------- | --------------------- | --------- | ----------------------- | ------ |
| Acantilado del Asperillo               | Almonte               | 11 ha     | 2 de octubre de 2001    |        |
| Acebuches del Rocío                    | Almonte               | 0,6 ha    | 2 de octubre de 2001    |        |
| Encina de la Dehesa de San Franciscoa  | Santa Olalla del Cala | 0,37 ha   | 2 de octubre de 2001    |        |
| Pino centenario del Parador de Mazagón | Moguer                | 0,2 ha    | 9 de septiembre de 2003 |        |
| Acebuche de El Espinillo               | Zalamea la Real       | 0,2 ha    | 30 de agosto de 2005    |        |
| Montera de Gossan                      | Río Tinto             | 0,9 ha    | 23 de febrero de 2010   |        |

Notas

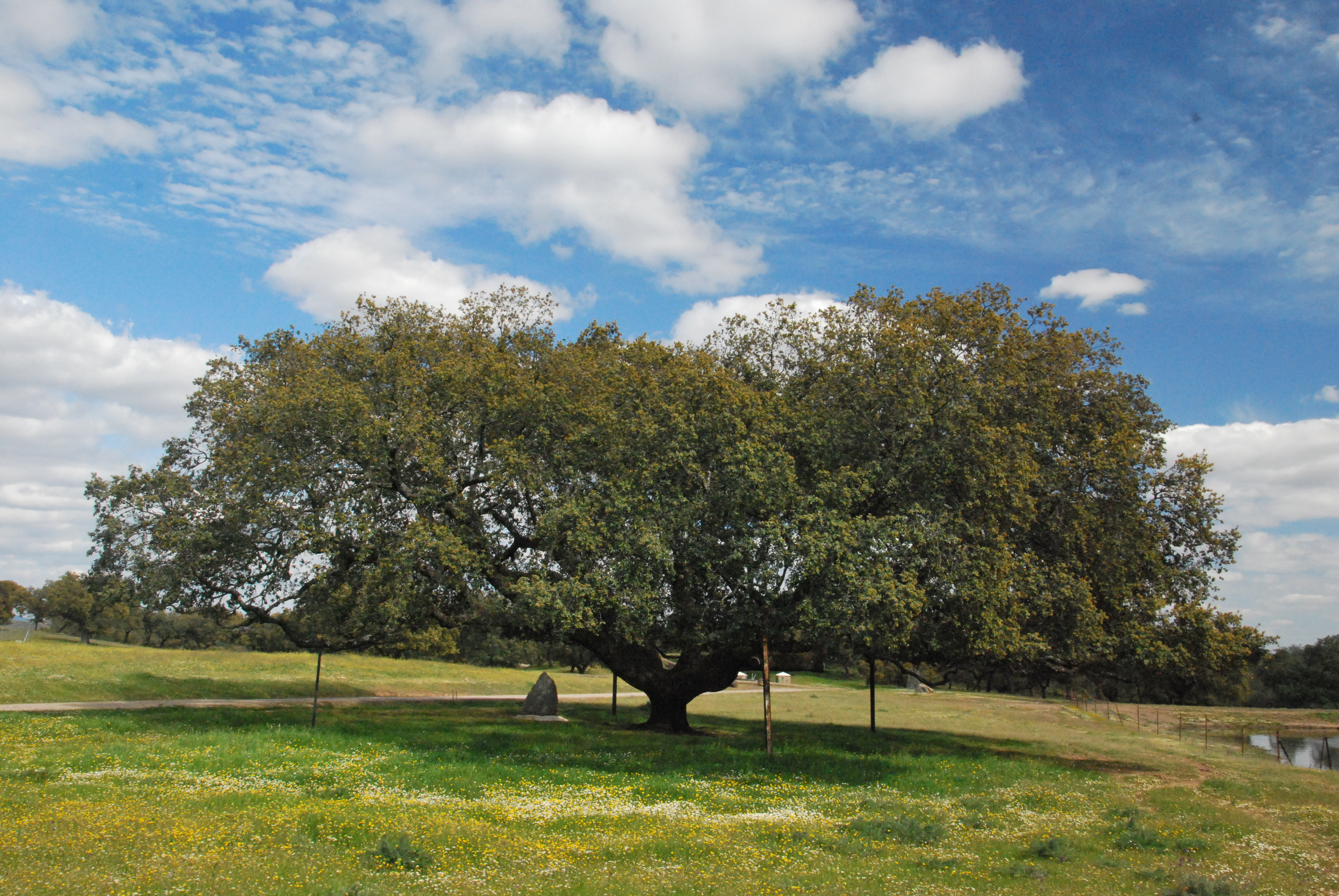
Encina de la Dehesa San Francisco.

a Ampliado en 2019 para incorporar un alcornoque.

### Provincia de Jaén

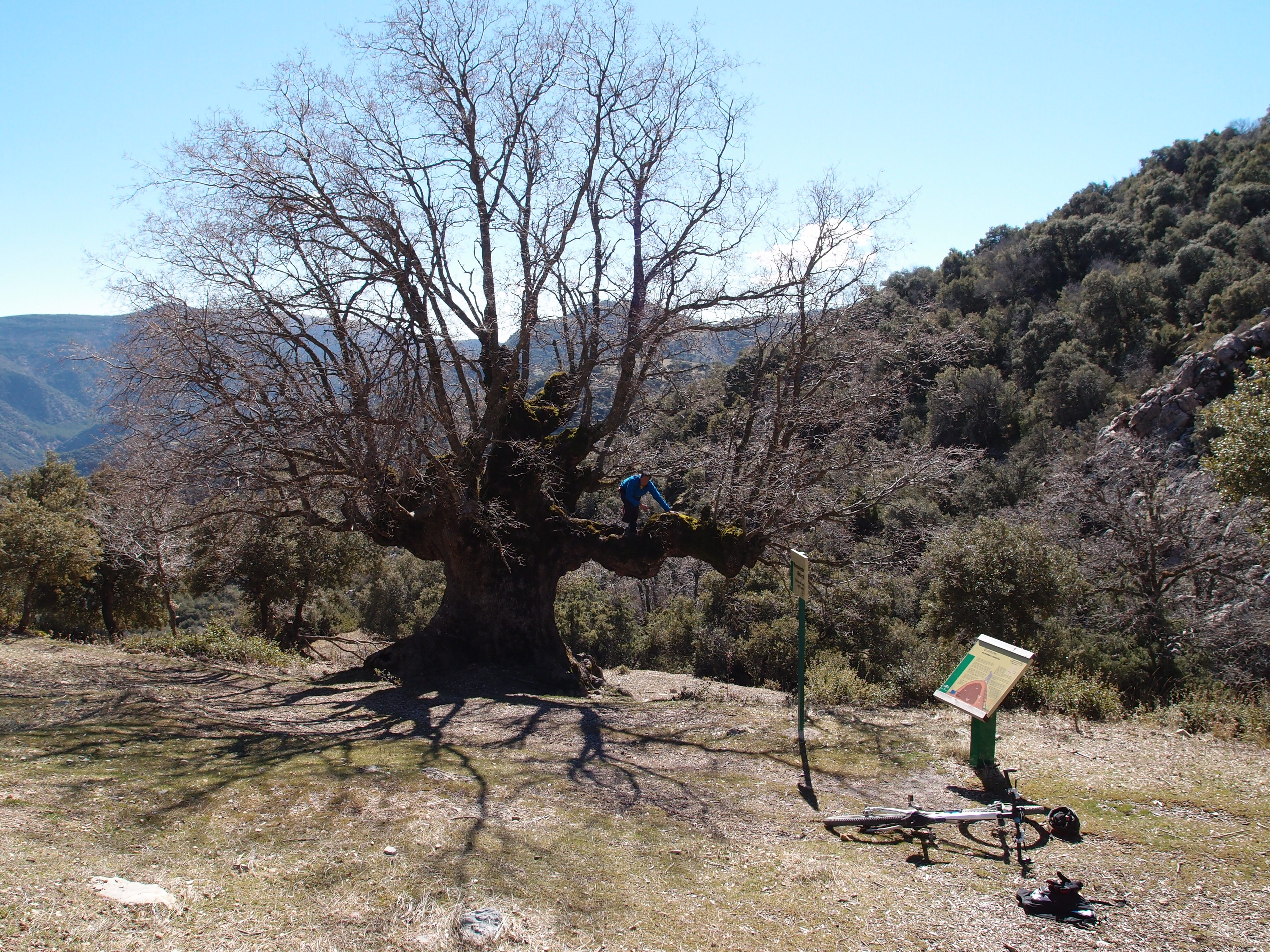
Quejigo del Amo o del Carbón.

| Jaén                                            | Jaén                   | Jaén      | Jaén                    | Jaén |
| Nombre                                          | Municipio              | Extensión | Fecha de declaración    |      |
| ----------------------------------------------- | ---------------------- | --------- | ----------------------- | ---- |
| Huellas de Dinosaurio de Santisteban del Puerto | Santisteban del Puerto | 0,1 ha    | 2 de octubre de 2001    |      |
| Los Órganos de Despeñaperros                    | Santa Elena            | 84 ha     | 2 de octubre de 2001    |      |
| Pinar de Cánavas                                | Jimena                 | 5 ha      | 2 de octubre de 2001    |      |
| Quejigo del Amo o del Carbón                    | Valdepeñas de Jaén     | 0,1 ha    | 2 de octubre de 2001    |      |
| El Piélago                                      | Vilches - Linares      | 6 ha      | 9 de septiembre de 2003 |      |
| Bosque de la Bañizuela                          | Torredelcampo          | 2 ha      | 23 de febrero de 2010   |      |
| Cueva del Agua de Tíscar                        | Quesada                | 3,1 ha    | 23 de abril de 2019     |      |

### Provincia de Málaga

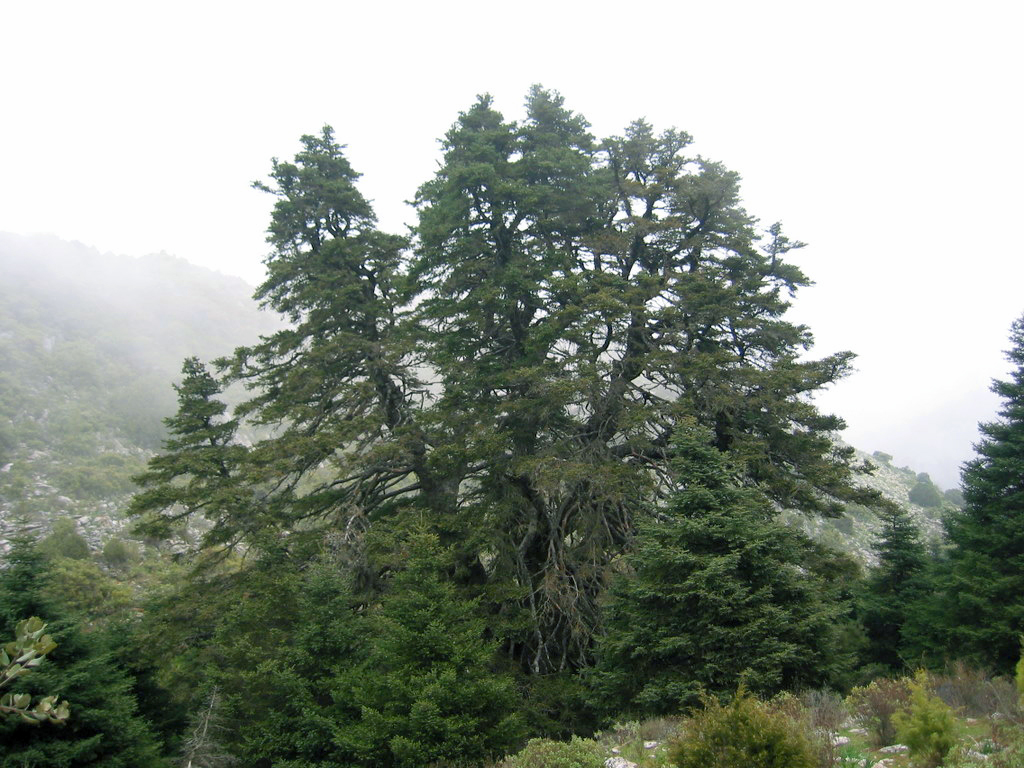
Pinsapo de las Escaleretas.

| Málaga                                                     | Málaga                         | Málaga    | Málaga                  | Málaga |
| Nombre                                                     | Municipio                      | Extensión | Fecha de declaración    |        |
| ---------------------------------------------------------- | ------------------------------ | --------- | ----------------------- | ------ |
| Pinsapo de las Escaleretas                                 | Parauta                        | 0,1 ha    | 2 de octubre de 2001    |        |
| El Tornillo del Torcal                                     | Antequera                      | 0,2 ha    | 2 de octubre de 2001    |        |
| Cañón de las Buitreras                                     | Cortes de la Frontera y Gaucín | 21 ha     | 9 de septiembre de 2003 |        |
| Dunas de Artola o Cabopino                                 | Marbella                       | 19 ha     | 9 de septiembre de 2003 |        |
| Falla de la Sierra del Camorro                             | Cuevas de San Marcos           | 108 ha    | 9 de septiembre de 2003 |        |
| Cueva del Gato                                             | Montejaque                     | 0,8 ha    | 30 de diciembre de 2011 |        |
| Fuente de los Cien Caños (Nacimiento del río Guadalhorce)  | Villanueva del Trabuco         | 8 ha      | 30 de diciembre de 2011 |        |
| Tajos del Alcázar                                          | Alcaucín                       | 10 ha     | 30 de diciembre de 2011 |        |
| Mirador Cuenca del Río Turón (Mirador del Guarda Forestal) | El Burgo                       | 1 ha      | 30 de diciembre de 2011 |        |
| Nacimiento del río Genal                                   | Igualeja                       | 0,06 ha   | 30 de diciembre de 2011 |        |
| Cueva del Hundidero                                        | Montejaque                     | 38,27 ha  | 23 de abril de 2019     |        |
| Monte Jabalcuza                                            | Alhaurín de la Torre           | 11,74 ha  | 23 de abril de 2019     |        |
| Tajo de Ronda                                              | Ronda                          | 28,18 ha  | 23 de abril de 2019     |        |

### Provincia de Sevilla

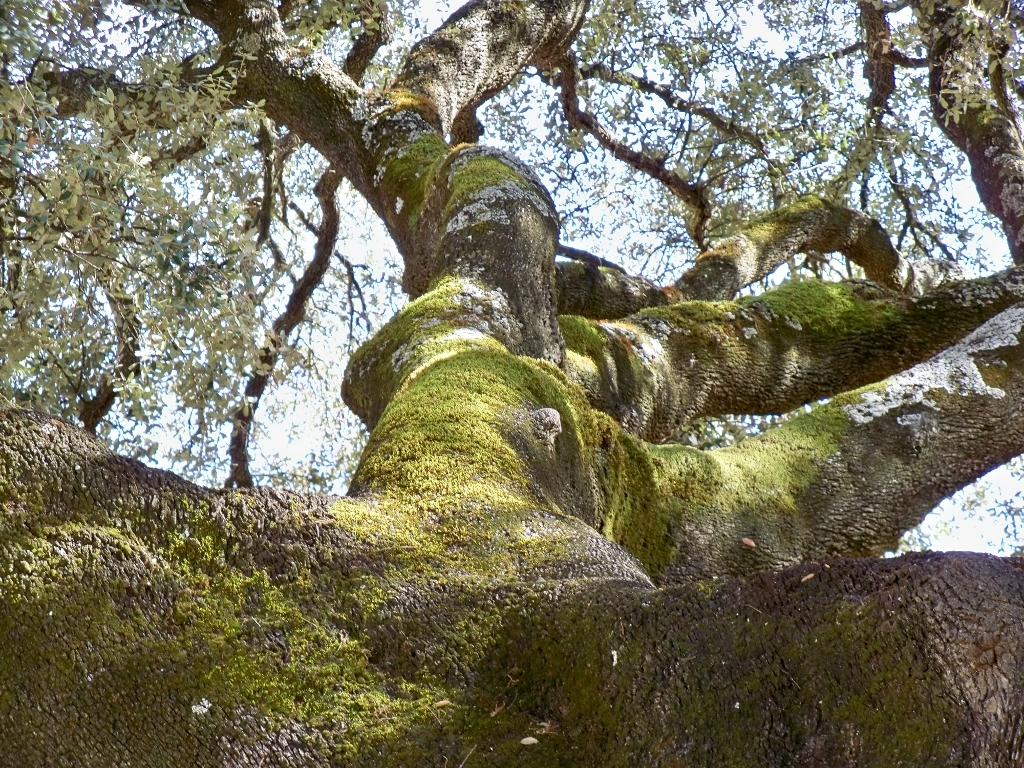
Chaparro de la Vega.

| Sevilla                                   | Sevilla                | Sevilla   | Sevilla                 | Sevilla |
| Nombre                                    | Municipio              | Extensión | Fecha de declaración    |         |
| ----------------------------------------- | ---------------------- | --------- | ----------------------- | ------- |
| Cascadas del Huéznar                      | San Nicolás del Puerto | 1 ha      | 2 de octubre de 2001    |         |
| Chaparro de la Vega                       | Coripe                 | 0,2 ha    | 2 de octubre de 2001    |         |
| Cerro del Hierro                          | San Nicolás del Puerto | 121 ha    | 9 de septiembre de 2003 |         |
| Tajos de Mogarejo                         | Montellano             | 13 ha     | 9 de septiembre de 2003 |         |
| Encina de los Perros                      | El Madroño             | 0,2 ha    | 30 de agosto de 2005    |         |
| Ribera del Guadaíra                       | Alcalá de Guadaíra     | 149 ha    | 30 de diciembre de 2011 |         |
| Huellas Fósiles de Medusas de Constantina | Constantina            | 3,96 ha   | 23 de abril de 2019     |         |